# Romano Guardini
Romano Guardini, född 17 februari 1885 i Verona, Italien, död 1 oktober 1968 i München, Tyskland, var en tysk romersk-katolsk präst, teolog, religionsfilosof och författare. Han utövade ett stort inflytande över 1900-talets teologi i Tyskland.

## Biografi
Guardini föddes i Verona 1885, men familjen flyttade till Mainz när han var ett år gammal. Han levde och verkade hela sitt liv i Tyskland.
Guardini studerade först kemi vid Münchens universitet och Berlins universitet, innan han erfor en kallelse till präst. Han kom att studera teologi vid Freiburgs universitet och prästvigdes i Mainz 1910. Guardini verkade för en tid som församlingspräst, men återvände till Freiburg för att doktorera i teologi under professor Engelbert Krebs vid Albert-Ludwigs-Universität. Guardini disputerade 1915 på en avhandling om Bonaventuras teologi, och fullbordade sin habilitation sju år senare.
1923 utnämndes Guardini till professor i religionsfilosofi vid Berlins universitet; han innehade denna stol fram till 1939 då han av nazisterna tvingades att avgå. Guardini hade i essän “Der Heiland” (Frälsaren) öppet kritiserat nazisternas mytologisering av Jesus, och betonat Jesu judiska härkomst. 
Efter andra världskrigets slut utsågs Guardini till professor vid den filosofiska fakulteten vid Tübingens universitet och återupptog föreläsande i religionsfilosofi. Slutligen, 1948, blev han professor vid Münchens universitet, där han verkade till sin pensionering. Dålig hälsa hindrade honom från att aktivt delta vid Andra Vatikankonciliet 1962-1965.
Guardini dog i München 1968.

## Guardinis inflytande
Guardini söker i sina böcker belysa traditionella kristna teman utifrån vår tids förutsättningar och utmaningar. Guardini analyserar så skilda tänkare som bland andra Sokrates, Platon, Augustinus, Dante, Pascal, Kierkegaard och Nietzsche och gör dessas tankegods tillgängligt för en modern läsekrets.
Guardinis första större verk, Vom Geist der Liturgie, utgivet under första världskriget, utövade stort inflytande över den liturgiska rörelsen i Tyskland, och även senare över de liturgiska reformer som infördes av Andra Vatikankonciliet. Påve Paulus VI erbjöd Guardini kardinalshatten 1965, men han avböjde. 
Guardini bildade inte någon egentlig filosofisk skola, men i någon mån fick han en rad lärjungar, däribland Max Müller, Josef Pieper, Luigi Giussani, Felix Messerschmid, Heinrich Getzeny, Rudolf Schwarz, Jean Gebser och Joseph Ratzinger (påven Benedikt XVI). 
1952 mottog Guardini Friedenspreis des Deutschen Buchhandels.

## Citat
| ”                                               | Gud är inte bara det godas ursprung och den som värnar om det rätta, utan han är också den outgrundliga makt som låter oss börja om på nytt. Han är den som förmår att göra det ofattbara: att låta sådant som ter sig slutgiltigt och fullbordat, sådant som fått sin definitiva gestalt, bli början till något nytt. Gud, som i sig själv är den fullkomliga heligheten och den otåligt allsmäktige fienden till allt ont, har vilja och förmåga att förlåta. | „ |
| – Romano Guardini, Vorschule des Betens (1943). | |   |

## Verk
- Vom Geist der Liturgie (1918)
- Die Lehre des heiligen Bonaventura über die Erlösung (1921)
- Von heiligen Zeichen, (Würzburg 1922)
- Vom Sinn der Kirche (1922)
- Der Gegensatz, Versuche zu einer Philosophie des Lebendig-Konkreten (1925)
- Der Ausgangspunkt der Denkbewegung Søren Kierkegaards (1927) ISBN 3-7867-1073-2
- Vom Sinn der Schwermut (1928) ISBN 3-7867-8511-2
- Das Gute, das Gewissen und die Sammlung (1929)
- Der Mensch und der Glaube, Versuch über die religiöse Existenz in Dostojewskis großen Romanen (1933)
- Unterscheidung des Christlichen. Gesammelte Studien, (Mainz 1935)
- Die Bekehrung des hl. Augustinus (1935)
- Christliches Bewusstsein, Versuche über Pascal (1935)
- Die Engel in Dantes Göttlicher Komödie (1937)
- Der Herr, Betrachtungen über die Person und das Leben Jesu Christi (1937)
- Welt und Person, Versuche zur christlichen Lehre vom Menschen (1939)
- Hölderlin, Weltbild und Frömmigkeit (1939)
- Zu Rainer Maria Rilkes Deutung des Daseins (1941)
- Der Tod des Sokrates (1943)
- Vorschule des Betens (1943)
- Der Heilbringer in Mythos, Offenbarung und Politik. Eine theologisch-politische Besinnung (1946)
- Freiheit, Gnade, Schicksal (1948)
- Das Ende der Neuzeit (1950)
- Die Macht (1951)
- Das Bild von Jesus dem Christus im Neuen Testament (Würzburg 1953)
- Weihnachten und Neues Jahr. Gedanken zur Klärung. Würzburg und München 1954
- Dante-Studien. Zweiter Band: Landschaft der Ewigkeit, (München 1958)
- Religion und Offenbarung (1958)
- Unterscheidung des Christlichen, Ges. Studien 1923–63
- Die Lebensalter. Ihre ethische und pädagogische Bedeutung. Würzburg 1953, bzw. Topos Plus, 9. A. 1967 bzw. 2001 – 12. Auflage. 100 Seiten. ISBN 3836704005
- Tugenden. Meditationen über Gestalten sittlichen Lebens (1963) 4. Aufl. Mainz und Paderborn 1992. ISBN 3-7867-1309-X und ISBN 3-506-74524-7
- Stationen und Rückblicke (1965)
- Sorge um den Menschen, 2 Bände (1962–66)
- Liturgie und liturgische Bildung (1966)